# Phàn Thành
Phàn Thành (tiếng Trung: 樊城) là một khu (quận) thuộc địa cấp thị Tương Dương, tỉnh Hồ Bắc. Quận này có diện tích 484, km². Dân số năm 2004 là 630.000 người.

## Lịch sử
Phàn Thành là một đô thị Trung Quốc cổ đại ở Hồ Bắc, nằm bên bờ bắc của Hán Thủy, đối diện với Tương Dương ở phía bờ nam con sông này. Trong lịch sử, khu vực này có tầm quan trọng cả về kinh tế lẫn quân sự, nổi tiếng là nơi diễn ra nhiều trận đánh, bao gồm trận Phàn Thành trong thời kỳ Tam Quốc và trận Tương Dương cuối thời kỳ Nam Tống.
Năm 1949, Phàn Thành sáp nhập với Tương Dương để tạo thành Tương Phàn, một địa cấp thị (hiện nay là địa cấp thị Tương Dương). Phàn Thành ngày nay là một khu của thành phố Tương Dương.

## Phân chia hành chính
Quận Phàn Thành chia ra làm 10 nhai đạo, 3 trấn:
- Nhai đạo: Bình Tương Môn, Mễ Công, Thanh Hà Khẩu, Vương Trại, Hán Giang, Trung Nguyên, Định Trung Môn, Thị Phô, Thất Lý Hà, Tử Trinh.
- Trấn: Thái Bình Điếm, Ngưu Thủ, Đoàn Sơn.